# Harboes bryggeri

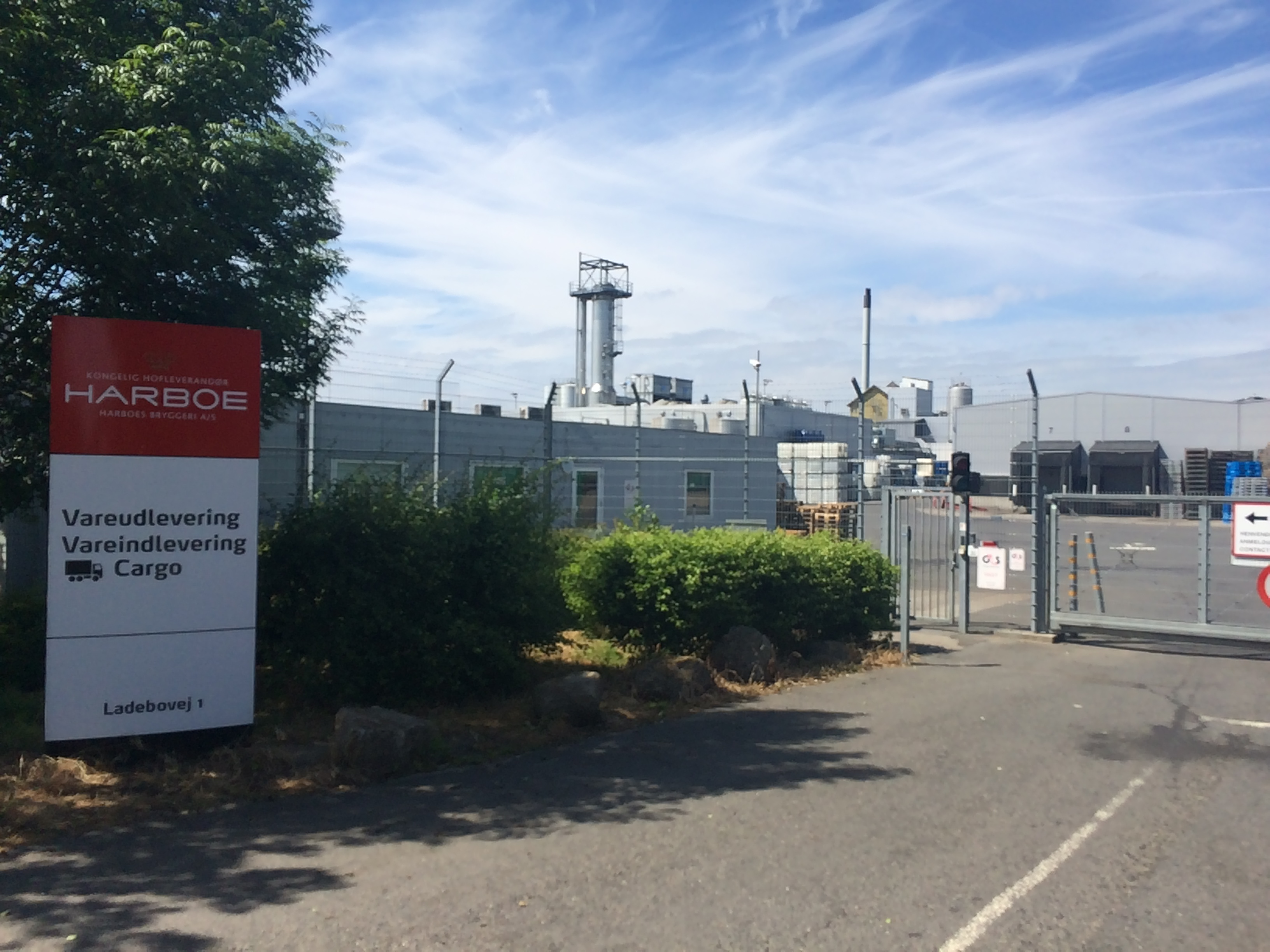
Huvudkontoret i Skælskør i Danmark, 2017.

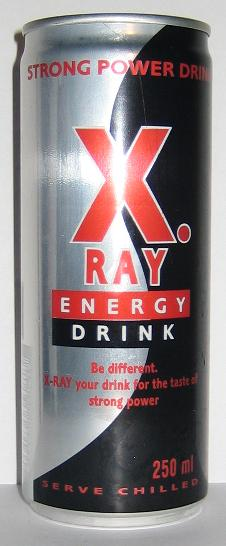
En X-Ray-burk. Den svarta burken var tidigare blå. Harboe tvingades ändra burkfärgen efter att Red Bull klagat på att Harboes båda energidrycker X-ray och Hustler hade burkar som var för lika Red Bulls egna.

Harboes bryggeri är ett danskt bryggeri som grundades 1883 i Skælskør av köpmännen Jørgen Harboe, Adolph Harboe och Jørgen Lotz. Ursprungligen bestod tillverkningen av endast öl, men under åren har produktionen utökats till att idag även omfatta  cider, läskedryck och energidrycker (märkena Hustler och X-ray). Ölproduktionen sker under eget namn, samt under varumärkena Den glada dansken och Björnebryg (dansk stavning Bjørne Bryg, och ibland presenterad under det mer internationella namnet Bear Beer). Tillverkningen sker i Danmark, Tyskland och Estland. 
Harboe har tillstånd att tillverka 5,5 miljoner hl öl per år, efter en utökning med 2 miljoner hl 2004. Detta är mer än den totala danska ölförbrukningen på ett helt år.